# Kalonda
Kalonda è un comune della Slovacchia facente parte del distretto di Lučenec, nella regione di Banská Bystrica.